# Prijevoj Navacerrada
Prijevoj Navacerrada (špa. Puerto de Navacerrada) je planinski prijevoj u planinama Sierra de Guadarrama, u središtu Pirenejskog poluotoka.
Godine 1788. zamijenio je prijevoj Fuenfría kao planinski prijevoj na ruti koja prelazi Sierra de Guadarrama povezujući španjolske gradove Madrid i Segoviju. Sedlo se nalazi na 1858 metara nadmorske visine. Nalazi se na granici između pokrajine Segovia i zajednice Madrida. Ruta se sastoji od ceste M-601 na madridskoj strani i CL-601 na segovijskoj strani. Po stanju iz 2019., nekoliko je alpskih zgrada podignutih u okolici zapušteno.

## Klima
Klimatski tip prijevoja Navacerrada je vlažna kontinentalna klima (Köppen : Dsb), bliska mediteranskoj klimi (Köppen : Csb), s hladnim i kišovitim zimama i hladnim do toplim suhim ljetima. Snijeg je uobičajen tijekom zime.

## Vanjske poveznice
|  | Zajednički poslužitelj ima još gradiva o temi Prijevoj Navacerrada |